# Viêm dị ứng

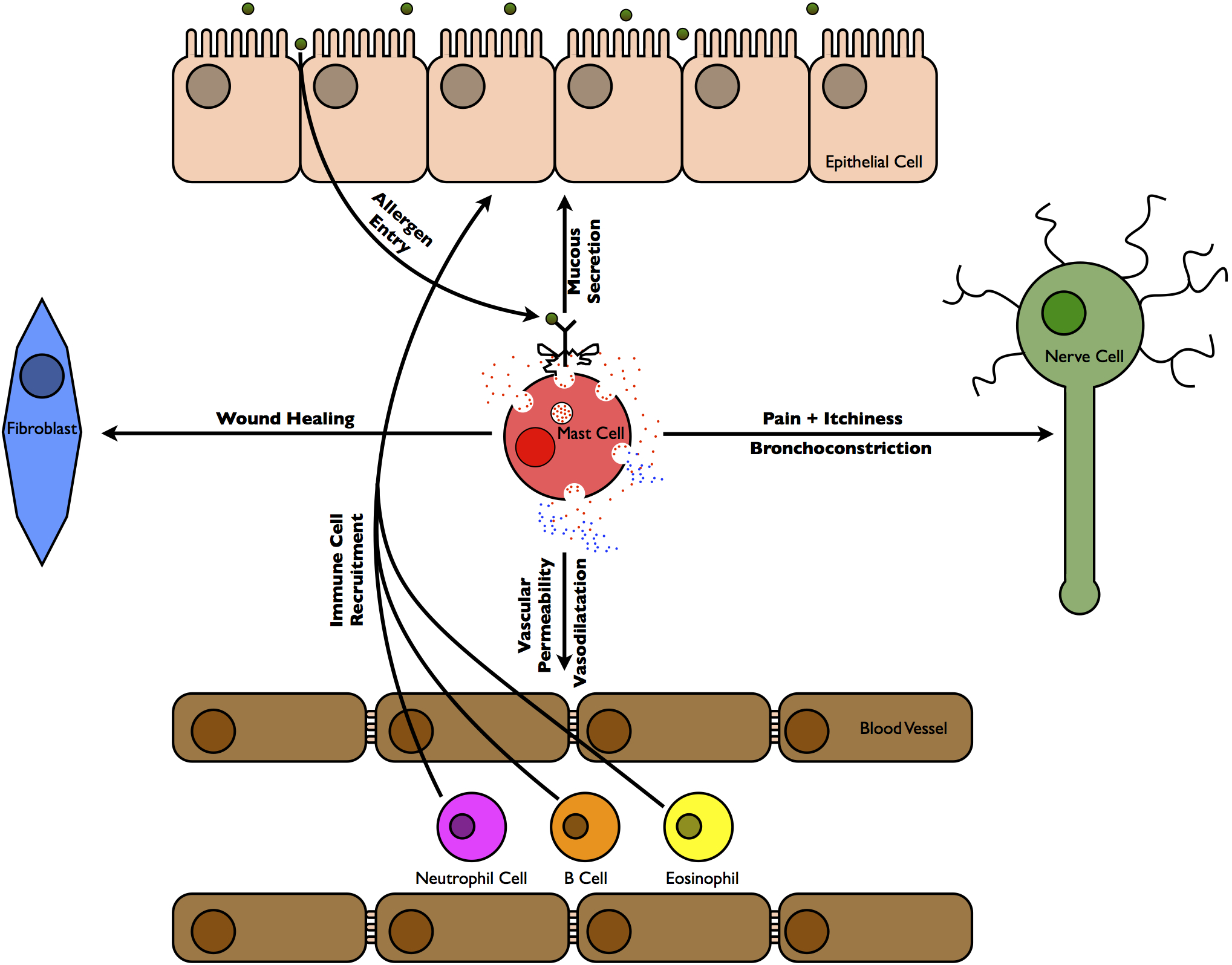
Mô bị ảnh hưởng trong viêm dị ứng.

Viêm dị ứng là một tính năng sinh lý bệnh quan trọng của một số khuyết tật hoặc các tình trạng y tế bao gồm hen suyễn dị ứng, viêm da dị ứng, viêm mũi dị ứng và một số bệnh dị ứng mắt. Phản ứng dị ứng thường có thể được chia thành hai thành phần; phản ứng giai đoạn sớm và phản ứng giai đoạn muộn. Trong khi sự đóng góp vào sự phát triển của các triệu chứng từ mỗi giai đoạn khác nhau rất nhiều giữa các bệnh, cả hai đều có mặt và cung cấp một khuôn khổ để hiểu biết về bệnh dị ứng.
Giai đoạn đầu của phản ứng dị ứng thường xảy ra trong vòng vài phút, hoặc thậm chí vài giây, sau khi tiếp xúc với chất gây dị ứng và cũng thường được gọi là phản ứng dị ứng tức thì hoặc như phản ứng dị ứng loại I. Phản ứng này được gây ra bởi sự giải phóng các protein hạt histamin và protein tế bào mast bằng một quá trình gọi là khử phân tử, cũng như sản xuất leukotrienes, prostaglandin và cytokine, bằng các tế bào mast sau liên kết chéo của các phân tử IgE gây dị ứng liên kết với tế bào mast FcεRI thụ thể. Những chất trung gian này ảnh hưởng đến các tế bào thần kinh gây ngứa, các tế bào cơ trơn gây co thắt (dẫn đến thu hẹp đường thở trong hen suyễn dị ứng),các tế bào sản sinh ra chất nhầy và các tế bào nội mô gây giãn mạch và phù nề.
Giai đoạn cuối của phản ứng loại 1 (phát triển 8-12 giờ và được trung gian bởi các tế bào mast) Không nên nhầm lẫn với phản ứng quá mẫn chậm Loại IV phản ứng dị ứng (mất 48-72 giờ để phát triển và được trung gian bởi tế bào T). Các sản phẩm của phản ứng giai đoạn đầu bao gồm chemokines và phân tử hoạt động trên các tế bào nội mô và khiến chúng biểu hiện phân tử bám dính tế bào (như phân tử bám dính tế bào mạch máu và các chất chọn lọc) mà cùng nhau dẫn đến việc bình phục và kích hoạt bạch cầu từ máu vào vị trí của phản ứng dị ứng. Thông thường, các tế bào thâm nhập được quan sát thấy trong các phản ứng dị ứng chứa một tỷ lệ cao các tế bào lympho, và đặc biệt là bạch cầu ưa eosin.. Các bạch cầu ưa eosin sẽ làm hủy hoại giải phóng một số phân tử độc tế bào(bao gồm cả protein cơ bản và eosinophil peroxidase) cũng như sản xuất một số cytokine như IL-5. Các tế bào T được chiêu mộ thường là giống Th2 và các cytokine mà chúng tạo ra dẫn đến việc chiêu mộ thêm các tế bào mast và bạch cầu ưa eosin,và trong tế bào huyết tương, kiểu hình chuyển đổi thành IgE, nó sẽ liên kết với các thụ thể FcεRI của tế bào mast và làm cho cá nhân phản ứng dị ứng.